# Westerafdeling van Borneo

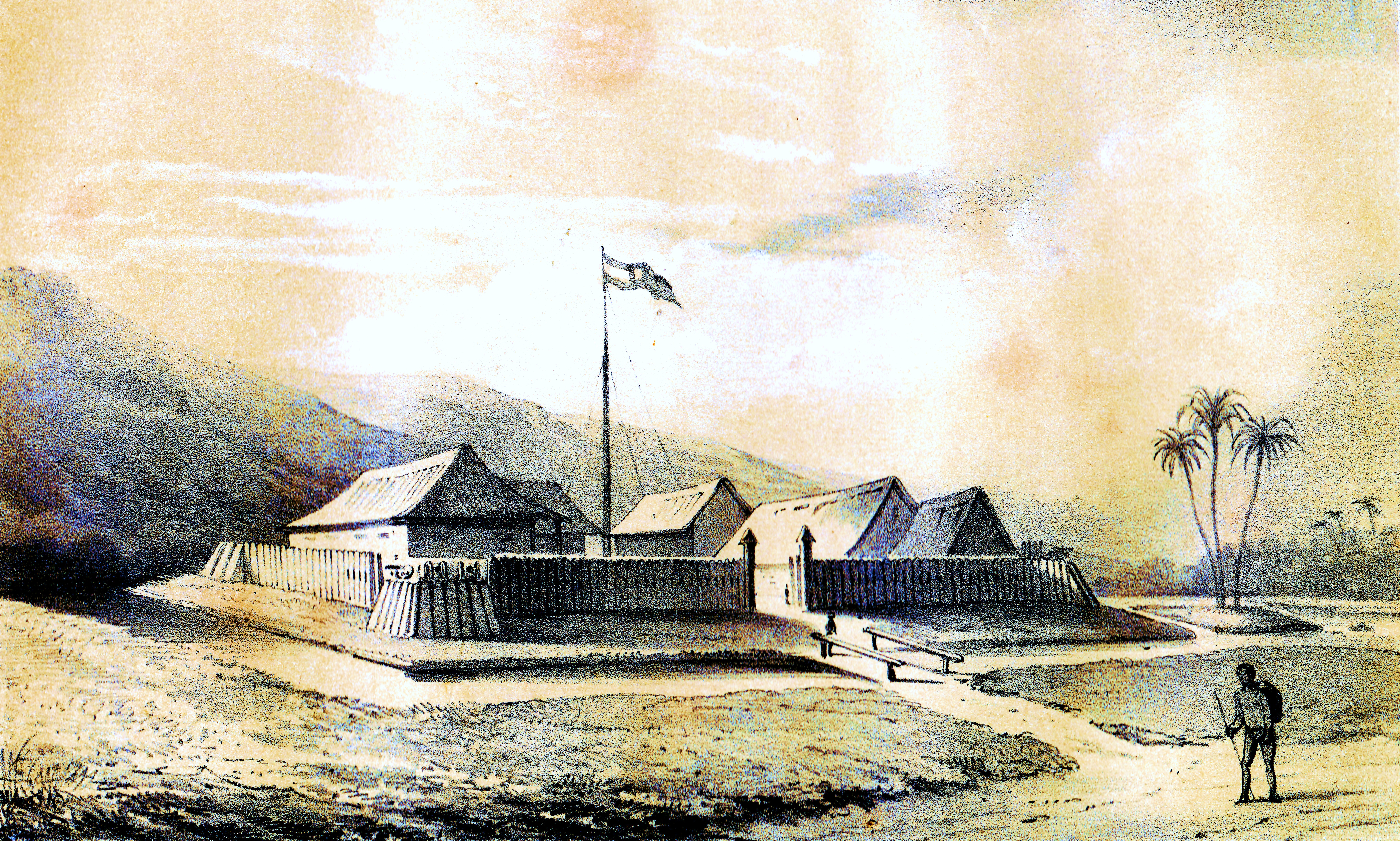
Fort bij Sambas in de Westerafdeling van Borneo, gebouwd in 1823

 De Westerafdeling van Borneo was, na de opheffing van het gouvernement Borneo en Onderhoorigheden, vanaf 1848 een van de twee gewesten (residenties) op het Nederlandse deel van Borneo. De hoofdplaats was Pontianak.
In 1849/1850 vond de expeditie naar de westerafdeling van Borneo plaats; onder leiding van luitenant-kolonel Frederik Johannes Sorg was dit een strafexpeditie tegen de opstandige Chinezen. Vier jaar later vond in de Westerafdeling ook de expeditie tegen de Chinezen te Montrado plaats; op 28 mei 1854 staakten de Chinezen uiteindelijk het verzet, na acties onder leiding van kapitein Gustave Verspyck, waarnemend assistent-resident. Diverse met de Militaire Willems-Orde gedecoreerde militairen hebben deelgenomen aan deze expedities of zijn er gestationeerd geweest, onder wie Willem Egbert Kroesen, Adriaan Johan Charles de Neve, George Frederik Nauta, Bernardus Franciscus Josephus le Bron de Vexela, Frans Petrus Cavaljé en Johannes Root.